# Joseph Wilhelm Pero

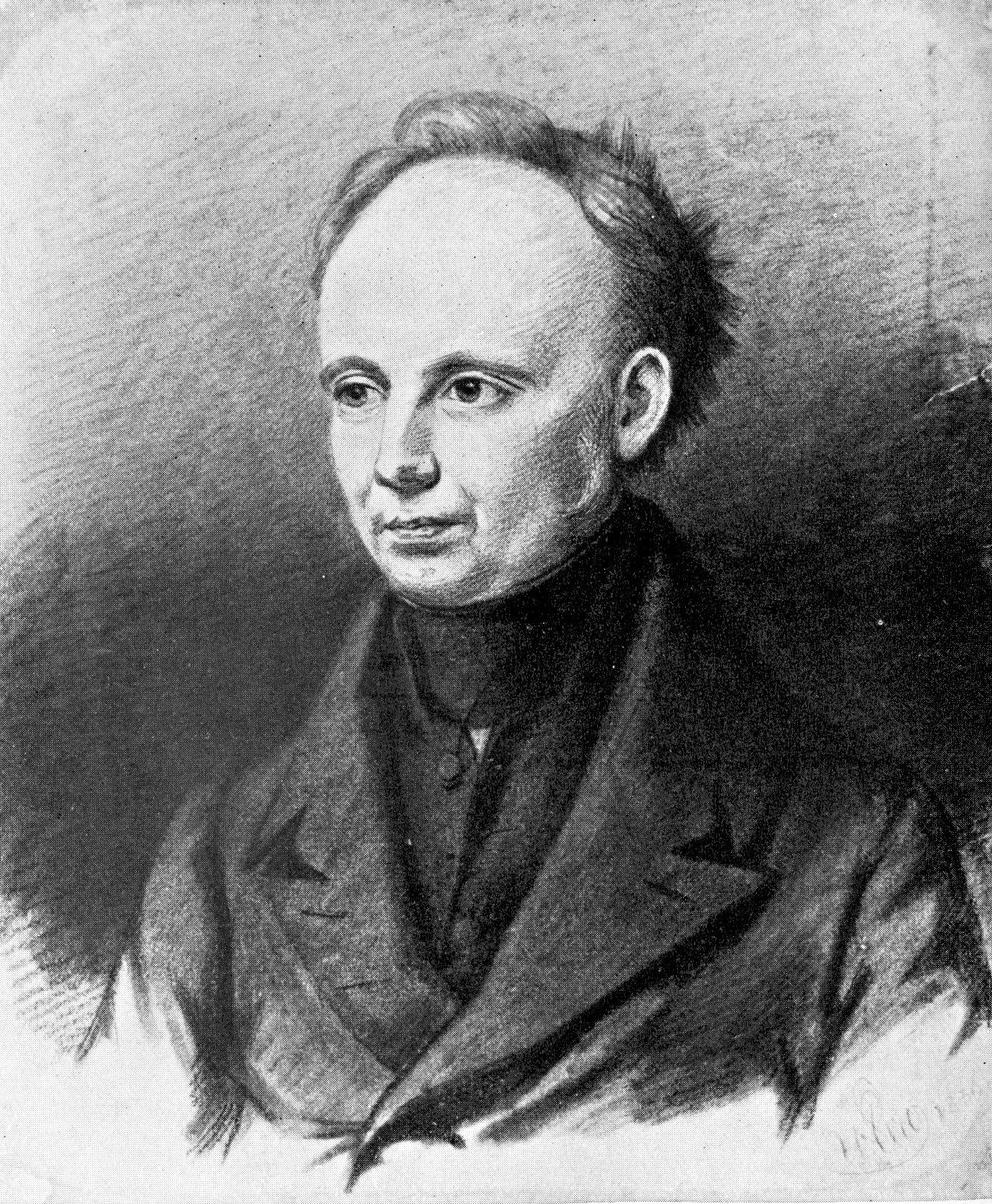
Christian Dietrich Grabbe, Lithografie von W. Severin nach einer Zeichnung von Joseph Wilhelm Pero

Joseph Wilhelm Pero (* 28. September 1808 in Hamburg; † 10. Juni 1862 in Lübeck) war ein deutscher Maler, Fotopionier und der erste Fotograf Lübecks.

## Leben und Wirken
Pero wurde als unehelicher Sohn des als Angehöriger der französischen Garnison in Hamburg stationierten spanischen Artilleristen Joseph Pero und der Kaufmannstochter Wilhelmina Josepha Niset geboren. Er erhielt den Familiennamen des Vaters, da dies in den Hansestädten auch bei unehelichen Kindern möglich war, wenn der Vater die Vaterschaft anerkannte.
Zunächst absolvierte Pero eine Ausbildung als Maler und lernte bis 1830 an der Königlich Preußischen Kunstakademie in Düsseldorf bei Friedrich Wilhelm von Schadow, wobei der Schwerpunkt auf der Historien- und Genremalerei lag. 1834 stellte er in Düsseldorf mehrere Bildnisse aus. Sein heute bekanntestes Werk ist das 1836 entstandene Porträt des Dramatikers Christian Dietrich Grabbe, eine Kreidezeichnung, die Pero seinem Freund, dem Komponisten Norbert Burgmüller schenkte. Als Dank komponierte Burgmüller am 8. April 1836 für Pero das Frühlingslied auf einen Text des gemeinsamen Freunds Wolfgang Müller von Königswinter. Pero verließ Düsseldorf an diesem Tag und kehrte nach Lübeck zurück, erwarb die Schutzbürgerschaft der Stadt und ließ sich als Maler nieder.
1839 ging Pero vorübergehend nach Berlin, wo er zunächst eine Wohnung in der vornehmen Bellevuestraße bezog – am Schloss Bellevue im Ortsteil Tiergarten. 1841 wechselte er in eine Wohnung am Hallischen Tor im Bezirk Kreuzberg, in der er auch 1842 noch nachweisbar ist. In Berlin traf er noch einmal mit Wolfgang Müller von Königswinter zusammen, der dort 1838 bis 1840 Medizin studierte. Müller schreibt, dass er Pero in Berlin „auffallend ernst geworden wiederfand.“ Auch war er zu dieser Zeit bereits verheiratet. 1842/43 kehrten Pero und seine Frau anscheinend nach Lübeck zurück.
Spätestens ab 1843 war Pero auch als berufsmäßiger Daguerreotypist tätig und zugleich der erste niedergelassene Fotograf Lübecks. Er fertigte sowohl Porträt- und Gruppenfotos als auch Architekturfotografien der historischen Bauwerke Lübecks an. 1844 wohnte er in der Mühlenstraße im einstigen Marien Quartier [874].
Besonders die Stadtansichten trugen Pero einen herausragenden Ruf als Fotograf ein. Im Oktober 1847 etwa war er zu Gast beim preußischen König Friedrich Wilhelm IV. in Potsdam, der von seinen Aufnahmen der historischen Lübecker Bauten beeindruckt war und ihm die Aufgabe übertrug, mittelalterliche Backsteinbauten in der Mark Brandenburg im Bild festzuhalten.
Peros begonnene Stadtbildaufnahme Lübecks wurde in der zweiten Hälfte des 19. Jahrhunderts von dem Lübecker Fotografen Johannes Nöhring fortgesetzt.

## Werk

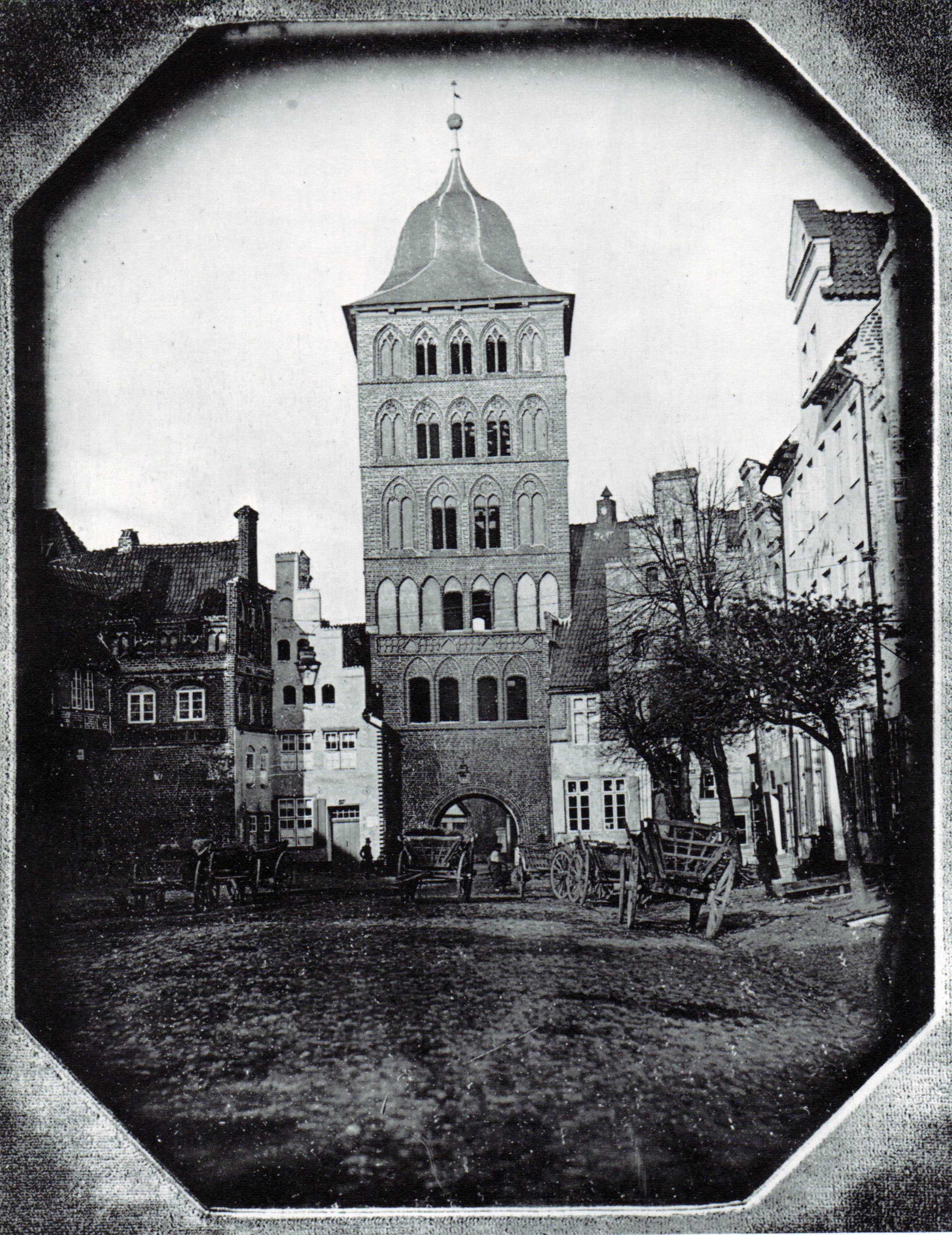
Das Burgtor in Lübeck, fotografiert vor 1847
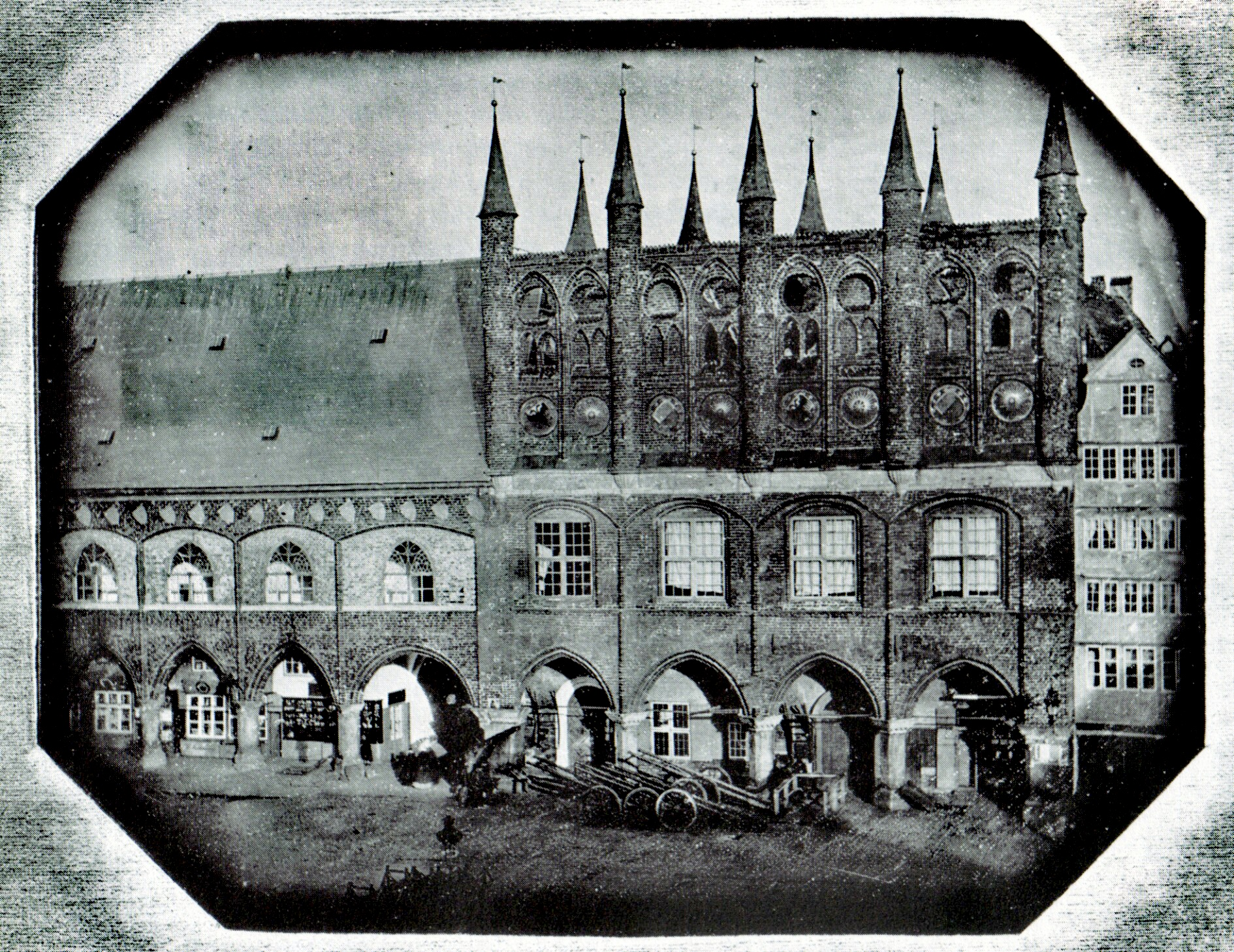
Das Lübecker Rathaus, fotografiert vor 1847
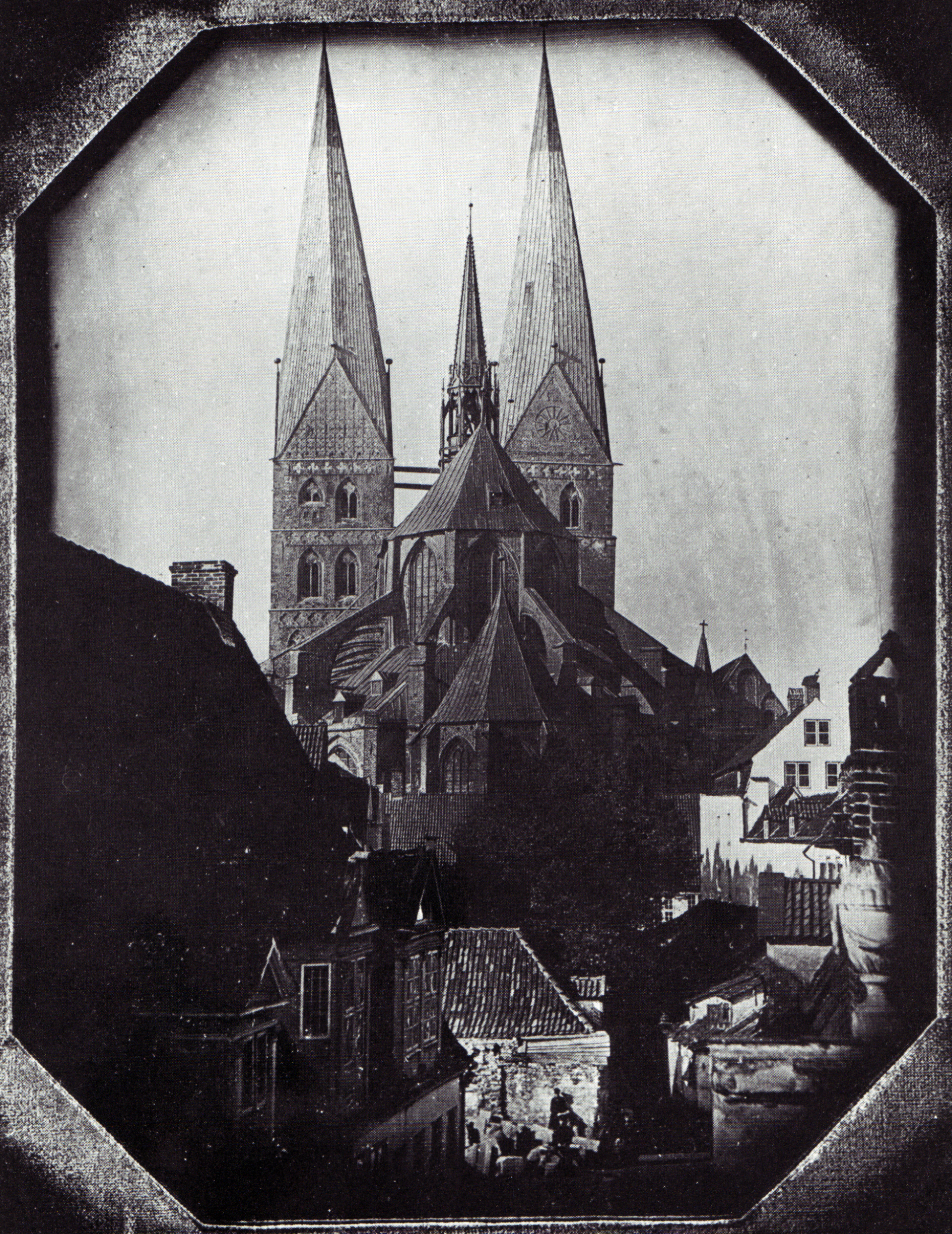
Die Lübecker Marienkirche, fotografiert vor 1847
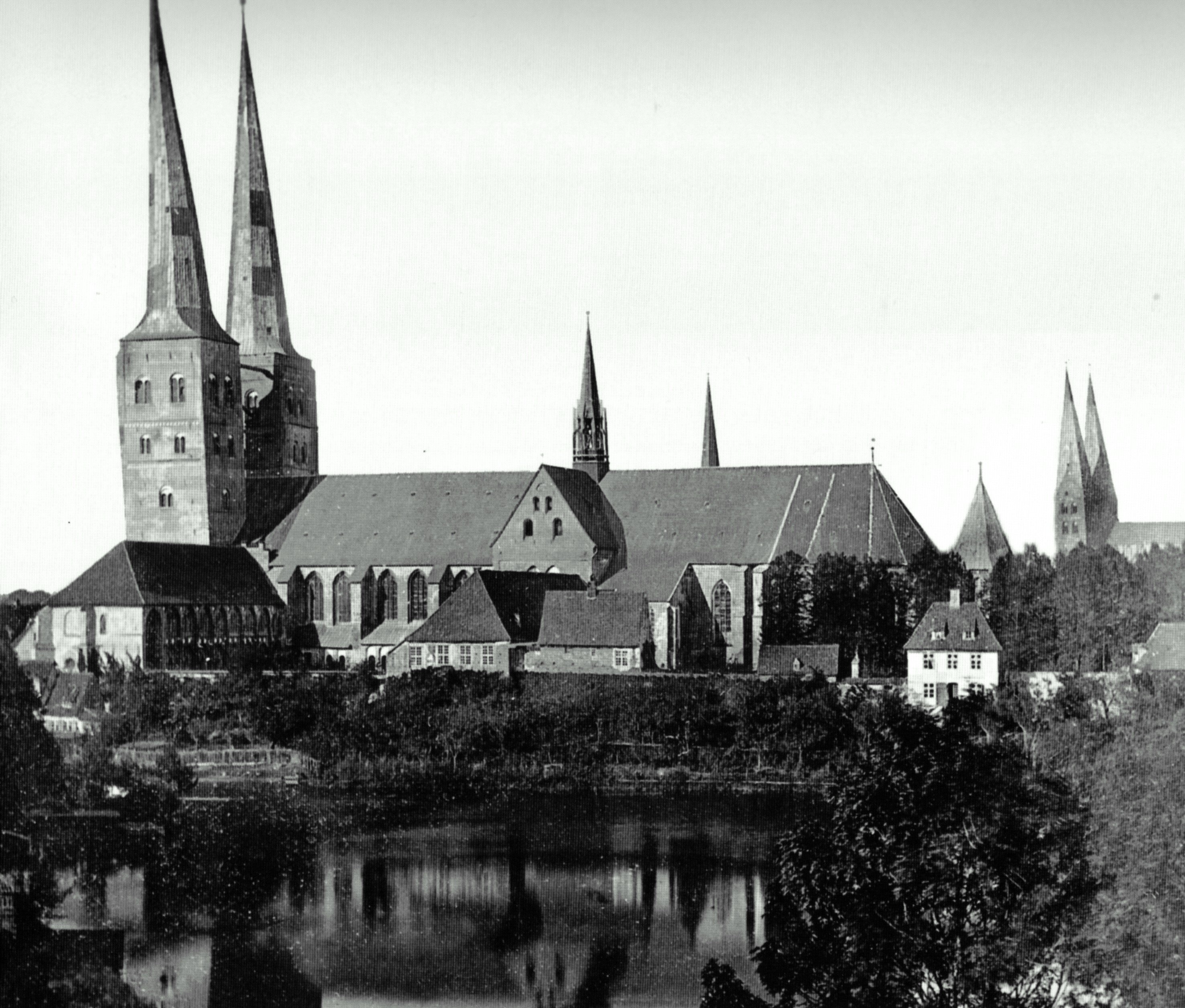
Der Dom, fotografiert vor 1847
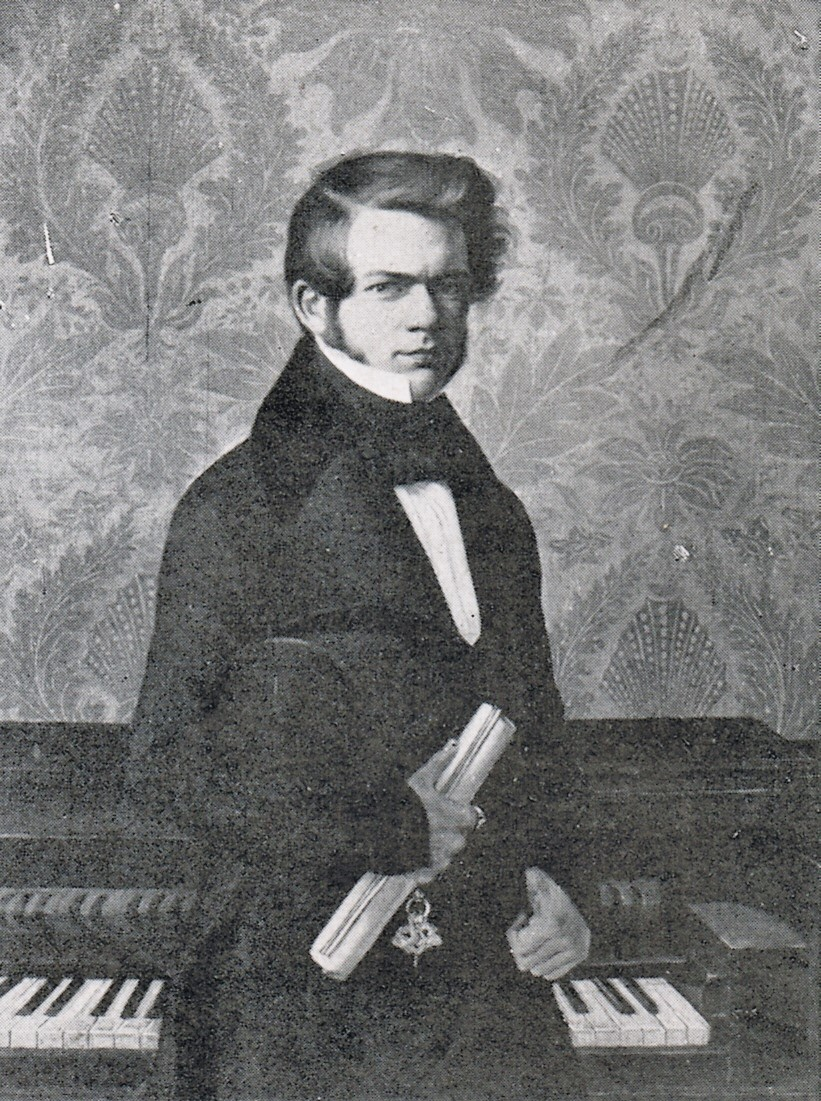
Der Komponist Hermann Jimmerthal, 1834
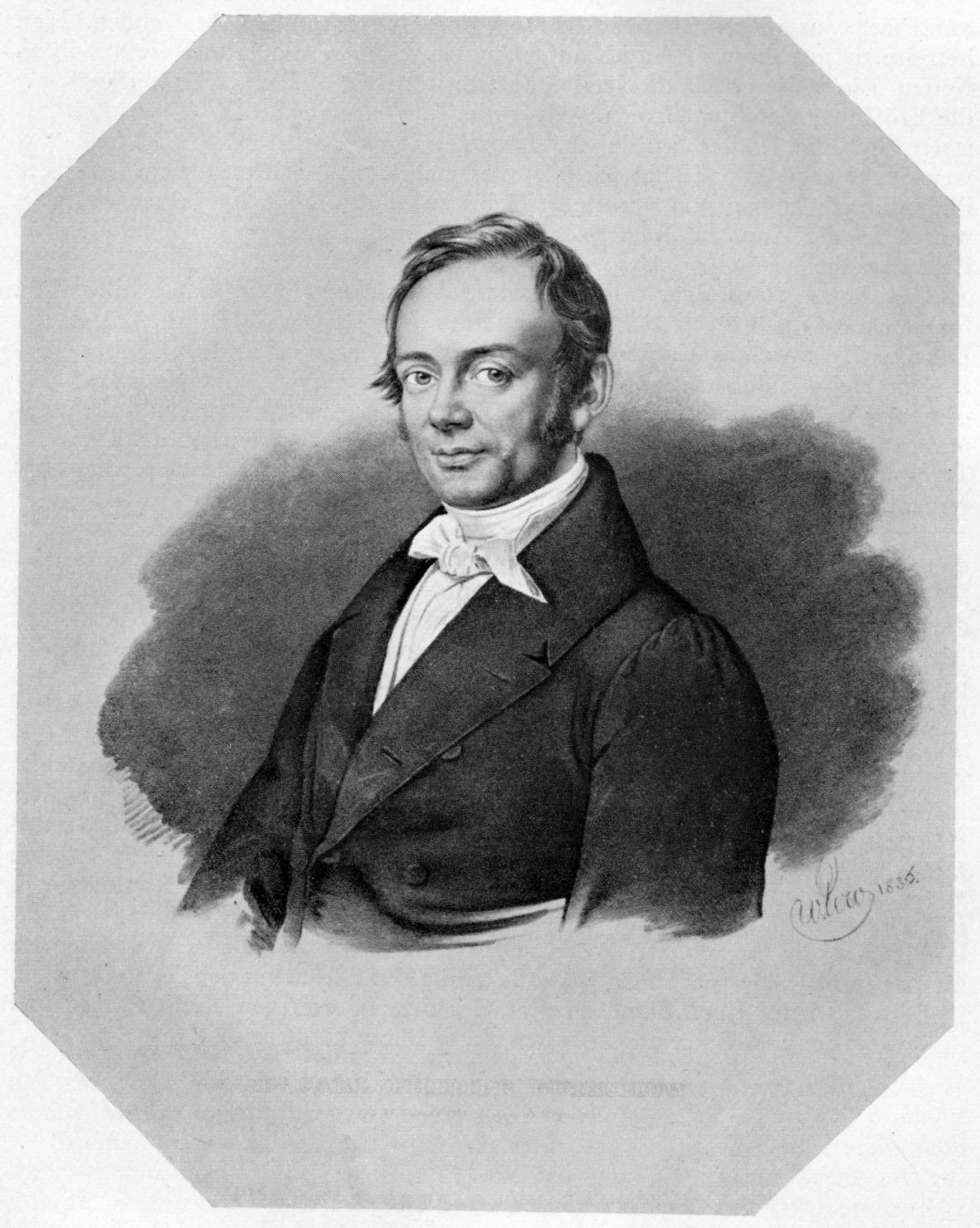
Der Lübecker Mediziner Carl Philipp Gütschow, 1836
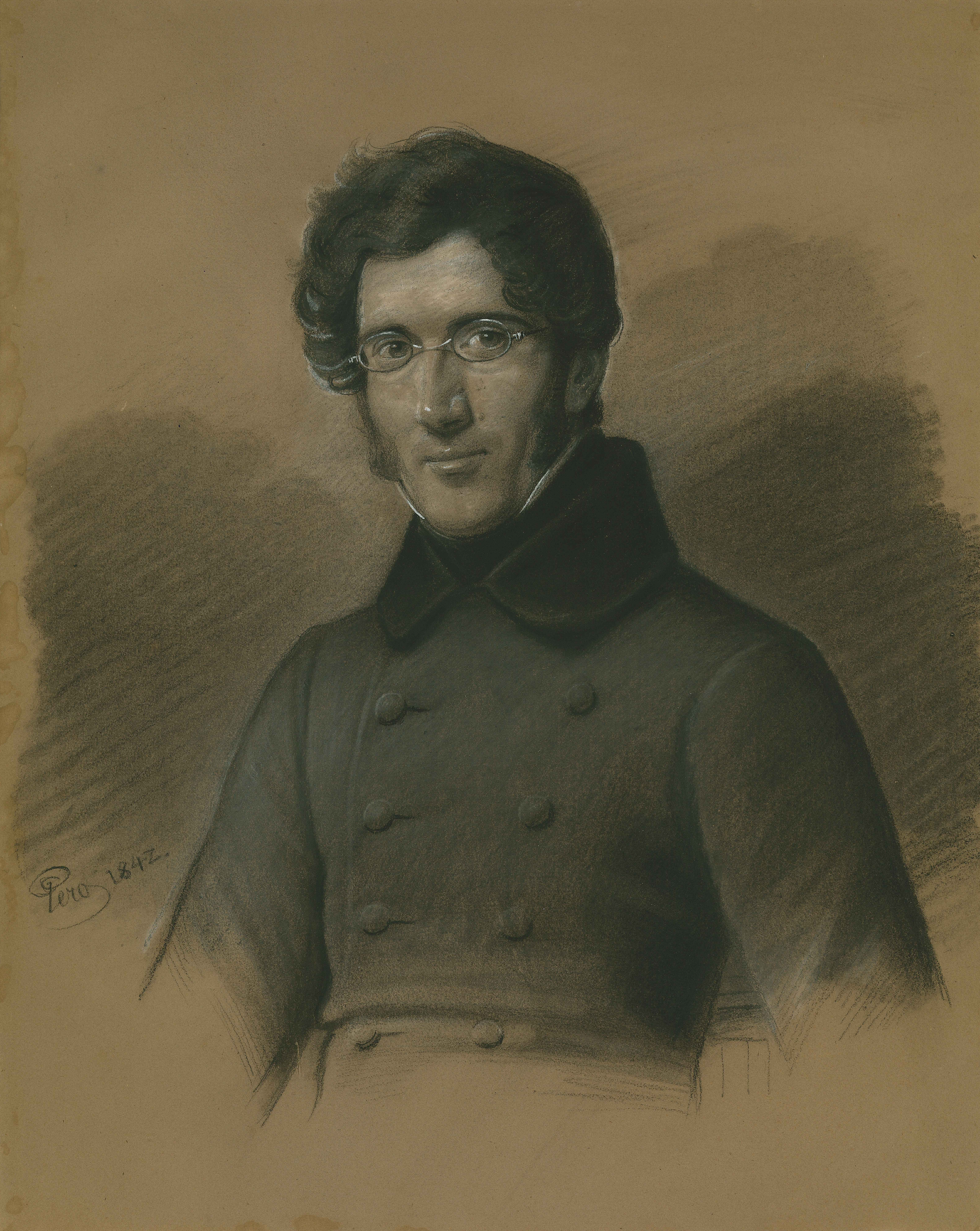
Der Lübecker Komponist und Dirigent Ernst Friedrich Gerhard Fischer, 1842
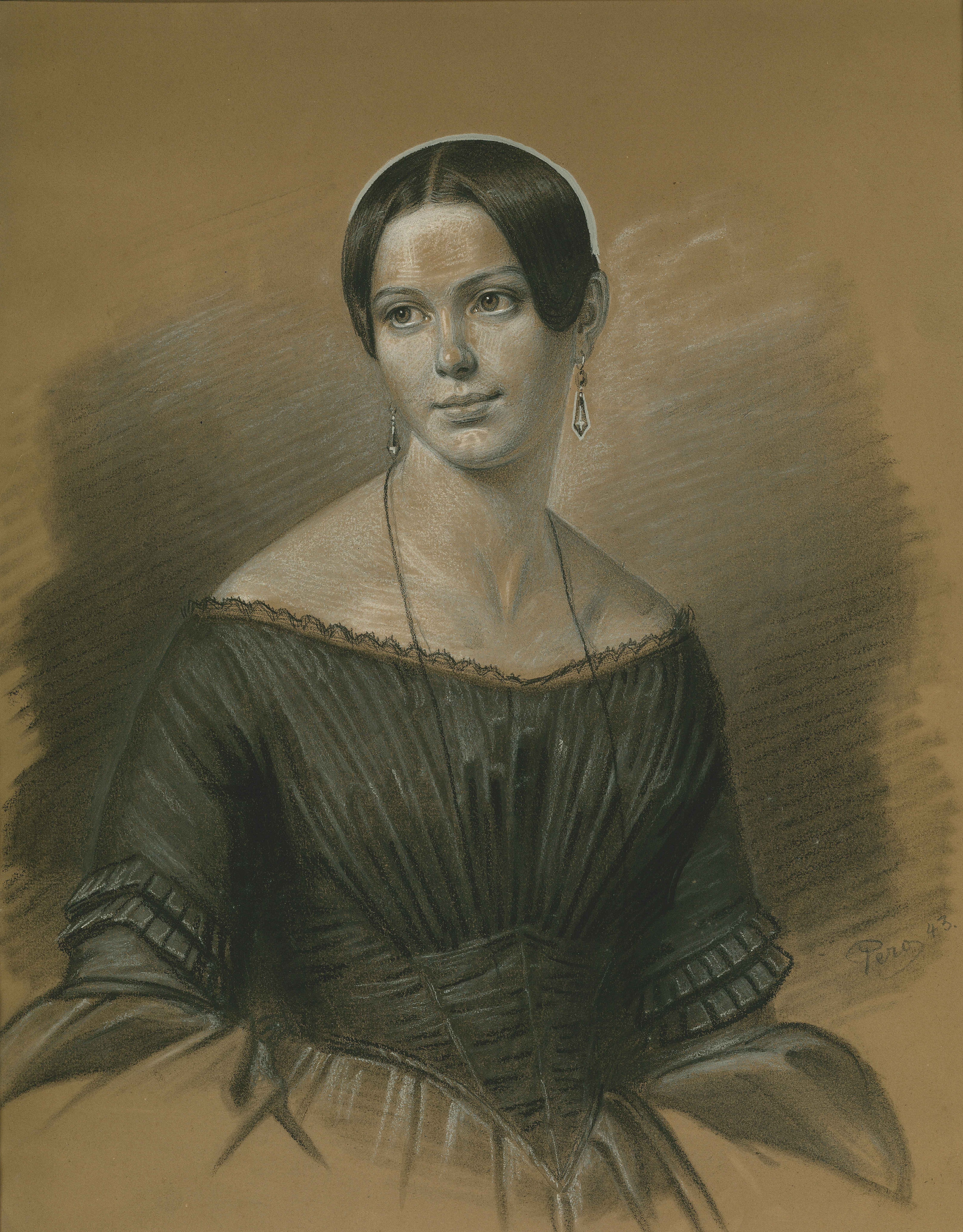
Elisabeth Emilie Auguste Fischer, geb. von Cossel, 1843